# Han Andi
Liu Hu, znany jako Han Andi (chiń. trad. 漢安帝; pinyin Hàn Ān Dì; Wade-Giles Han An-ti; ur. 94, zm. 125) – cesarz Chin z dynastii Han między 106 a 125 rokiem. Wnuk cesarza Zhangdi.
W czasie jego panowania dochodziło do częstych najazdów Xiongnu na północno-zachodnią granicę cesarstwa.